# Åsa Bergenheim
Åsa Ingrid Katarina Bergenheim, född Sjöberg 12 mars 1954 i Karlstad, är en svensk pedagog, idéhistoriker och akademisk ledare. Hon var rektor vid Karlstads universitet åren 2011 till 2017.
Åsa Bergenheim är ursprungligen utbildad lärare. Hon doktorerade 1994 med avhandlingen Barnet, libido och samhället: om den svenska diskursen kring barns sexualitet 1930-1960, och har därefter fokuserat sin forskning kring makt och kön, framför allt incest, sexuella övergrepp och våldtäkt.
Bergenheim är professor både i idéhistoria och i pedagogiskt arbete vid Umeå universitet. Vid detta universitet var hon även prorektor 2005–2010.

## Kontrovers
Bergenheims utnämnande av Olav Thon till hedersdoktor vid Karlstads universitet har kritiserats för att vara omotiverat.